# جون فيلد
جون فيلد (بالإنجليزية: John Field)‏ (ولد 1782 وتوفى 1837) مؤلف موسيقي أيرلندي وعازف بيانو ومدرس موسيقى.
في سن 18 كان فيلد عازف بيانو ماهر في ساحة الكونسير في لندن. حين زار سانت بطرسبرج مع مدرسه ميزيو كلمنتي كان يألف الدوائر الفنية والأرستقراطية حتى أنه ظل في روسيا. هناك طور أسلوب مميز لعزف البيانو (يشبه شوبان، لكن سبقه زمنيا) بينما أيضا كان رائد شكل nocturne الذي كتب منه 16 مقطوعة. اسم فيلد انتشر عبر أوروبا وكمدرس كان مؤثرا. في 1830 لم تعد موسيقاه تجاري العصر وبعد أسلوب حياة رومانسي مفرط عكس موسيقاه الهادئة وعزفه الرقيق تدهورت صحته بشدة.

## روابط خارجية
- جون فيلد على موقع IMDb (الإنجليزية)
- جون فيلد على موقع الموسوعة البريطانية (الإنجليزية)
- جون فيلد على موقع ميوزك برينز (الإنجليزية)
- جون فيلد على موقع إن إن دي بي (الإنجليزية)
- جون فيلد على موقع ديسكوغز (الإنجليزية)